# Duinen Vlieland
Duinen Vlieland este o arie protejată (arie specială de conservare — SAC, sit de importanță comunitară — SCI) din Țările de Jos întinsă pe o suprafață de 1.484 ha, integral pe uscat.

## Localizare
Centrul sitului Duinen Vlieland este situat la coordonatele 53°16′52″N 5°00′35″E / 53.281°N 5.0098°E.

## Înființare
Situl Duinen Vlieland a fost declarat sit de importanță comunitară în august 2002 pentru a proteja 1 specie de plante și 1 specie de animale. Situl a fost protejat și ca arie specială de conservare în februarie 2009.

## Biodiversitate
Situată în ecoregiunea atlantică, aria protejată conține 11 habitate naturale: Salicornia și alte specii anuale care populează regiunile mlăștinoase și nisipoase, Pășuni atlantice udate de apa mării (Glauco-Puccinellietalia maritimae), Dune mobile cu vegetație embrionară, Dune mobile de-a lungul țărmului cu Ammophila arenaria („dune albe”), Dune de coastă fixe cu vegetație erbacee („dune gri”), Dune fixe decalcificate cu Empetrum nigrum, Dune fixe decalcificate atlantice (Calluno-Ulicetea), Dune cu Hyppophaë rhamnoides, Dune cu Salix repens ssp. argentea (Salicion arenariae), Dune împădurite din regiunile atlantică, continentală și boreală, Depresiuni intradunale umede.
La baza desemnării sitului se află mai multe specii protejate:
- plante (1): moșișoare (Liparis loeselii)
- mamifere (1): Halichoerus grypus